# La leyenda de Balthasar el castrado
La leyenda de Balthasar el castrado és una pel·lícula dramàtica d'època espanyola de 1995 dirigida per Juan Miñón, coautor del guió amb Manolo Matji. Fou estrenada uns anys més tard que Farinelli, Il Castrato de Gérard Corbiau, amb temàtica similar.

## Argument
Nàpols, finals del segle xvii, encara dominada pels espanyols. Balthasar, un jove orfe criat per monjos d'un monestir, destaca per la seva veu i estudia al Conservatori de Música. Aleshores s'encarrega de la seva educació l'anciana Duquessa d'Arcos, qui el farà castrar per conservar la puresa i la bellesa de la seva veu. A la mort de la Duquessa, el nou duc d'Arcos es fa càrrec de Balthasar. L'aparició de l'antiga amant del duc, Maria Loffredo, fa que s'estableixi un triangle amb tràgiques conseqüències per a Balthasar.

## Repartiment
- Coque Malla - Balthasar
- Imanol Arias - Duc d'Arcos
- Aitana Sánchez-Gijón - María Loffredo
- Enrique San Francisco - Andrés
- Rogério Samora - Terramare
- Juan Luis Galiardo - Narrador

## Premis i nominacions
X Premis Goya
| Categoria                | Persona                    | Resultat  |
| ------------------------ | -------------------------- | --------- |
| Millor director artístic | Javier Fernández Gutiérrez | Nominat   |
| Millor vestuari          | Pablo Gago Montilla        | Guanyador |